# Michał Brzoza-Brzezina
Michał Brzoza-Brzezina (ur. 1975 w Warszawie) – polski naukowiec, prof. dr. hab. zajmujący się ekonomią monetarną i polityką pieniężną.
W 1994 ukończył liceum im. Stefana Batorego w Warszawie. W latach 1994-1999 studiował w Szkole Głównej Handlowej. Następnie rozpoczął studnia doktoranckie zakończone w 2003 rozprawą doktorską pt. „Rola naturalnej stopy procentowej w polityce pieniężnej” wykonaną pod kierunkiem prof. Zbigniewa Polańskiego.
W 1999 rozpoczął pracę dydaktyczną w Szkole Głównej Handlowej w Kolegium Zarządzania i Finansów w Katedrze Polityki Pieniężnej a następnie w Kolegium Analiz Ekonomicznych w Katedrze Ekonomii Ilościowej. W 2012 na podstawie dorobku i jednotematycznym cykl publikacji dotyczących badań nad polską polityką pieniężną uzyskał stopień doktora habilitowanego. W 2021 uzyskał tytuł naukowy profesora.
Pracował w Europejskim Banku Centralnym i Banku Narodowym Austrii. Pracuje również w Departamencie Analiz i Badań Ekonomicznych NBP.